# إيميلو هاريس
إيميلو هاريس (بالإنجليزية: Emmylou Harris )‏ (و. 1947  م) هي مغنية، ومغنية مؤلفة، وعازفة قيثارة أمريكية، ولدت في برمنغهام، ألاباما، وهي عضوةٌ في الأكاديمية الأمريكية للفنون والعلوم.

## جوائز
حصلت على جوائز منها:
- جائزة بولار للموسيقى (2015)
- جوائز بيلبورد الموسيقية
- Country Music Association Awards [الإنجليزية]‏
- جائزة غرامي
- Americana Music Honors & Awards [الإنجليزية]‏.

## وصلات خارجية
- إيميلو هاريس على موقع IMDb (الإنجليزية)
- إيميلو هاريس على موقع الموسوعة البريطانية (الإنجليزية)
- إيميلو هاريس على موقع ميوزك برينز (الإنجليزية)
- إيميلو هاريس على موقع رولينغ ستون (الإنجليزية)
- إيميلو هاريس على موقع إن إن دي بي (الإنجليزية)
- إيميلو هاريس على موقع أول ميوزيك (الإنجليزية)
- إيميلو هاريس على موقع ديسكوغز (الإنجليزية)
- إيميلو هاريس على موقع قاعدة بيانات الفيلم (الإنجليزية)
- إيميلو هاريس في قاعدة بيانات الأفلام على الإنترنت